# Desmosoma acutus
Desmosoma acutus är en kräftdjursart som beskrevs av Menzies och George 1972. Desmosoma acutus ingår i släktet Desmosoma och familjen Desmosomatidae. Inga underarter finns listade i Catalogue of Life.